# Кубок Ліхтенштейну з футболу 2006—2007
Кубок Ліхтенштейну з футболу 2006—2007 — 62-й розіграш кубкового футбольного турніру в Ліхтенштейні. Титул здобув Вадуц.

## Календар
| Раунд        | Дата                          | Матчі | Клуби   |
| ------------ | ----------------------------- | ----- | ------- |
| Перший раунд | 11-12 серпня 2006             | 4     | 16 → 12 |
| Другий раунд | 12-13 вересня 2006            | 4     | 12 → 8  |
| 1/4 фіналу   | 17 жовтня - 18 листопада 2006 | 4     | 8 → 4   |
| 1/2 фіналу   | 7-11 квітня 2007              | 2     | 4 → 2   |
| Фінал        | 1 травня 2007                 | 1     | 2 → 1   |

## Перший раунд
| Команда 1      | Рахунок | Команда 2  |
| -------------- | ------- | ---------- |
| 11 серпня 2006 |         |            |
| Шан III        | 0–4     | Трізен     |
| Руггелль II    | 1–3 дч  | Шан II     |
| 12 серпня 2006 |         |            |
| Ешен-Маурен II | 1–0     | Трізенберг |
| Трізенберг II  | 4–2     | Вадуц III  |

## Другий раунд
| Команда 1       | Рахунок         | Команда 2   |
| --------------- | --------------- | ----------- |
| 12 вересня 2006 |                 |             |
| Трізенберг II   | 2–1             | Вадуц-2     |
| Трізен          | 1–4             | Шан         |
| 13 вересня 2006 |                 |             |
| Ешен-Маурен II  | 2–2 дч пен. 5–4 | Бальцерс II |
| Трізен II       | 1–2             | Шан II      |

## 1/4 фіналу
| Команда 1         | Рахунок | Команда 2      |
| ----------------- | ------- | -------------- |
| 17 жовтня 2006    |         |                |
| Трізенберг II     | 0–1     | Ешен-Маурен II |
| Шан II            | 2–3     | Руггелль       |
| 18 жовтня 2006    |         |                |
| Шан               | 0–6     | Вадуц          |
| 18 листопада 2006 |         |                |
| Бальцерс          | 2–3     | Ешен-Маурен    |

## 1/2 фіналу
| Команда 1      | Рахунок | Команда 2   |
| -------------- | ------- | ----------- |
| 7 квітня 2007  |         |             |
| Ешен-Маурен II | 0–2     | Руггелль    |
| 11 квітня 2007 |         |             |
| Вадуц          | 3–1     | Ешен-Маурен |

## Фінал
| 1 травня 2007 |

| Вадуц                                                                                         | 8–0 | Руггелль |
| --------------------------------------------------------------------------------------------- | --- | -------- |
| Б. Фішер 2' П. Фе 43', 52' Д. Оері 53' (аг) Й. Ланглє 63', 90+2' М. Польверіно 67' Е. Бем 86' |     |          |

| Райнпарк, Вадуц Глядачів: 950 Арбітр: Клаудіо Бернольд (Швейцарія) |